# Dédougou
Dédougou es una ciudad del occidente de Burkina Faso. Es la capital de la provincia Mouhoun y de la región de Boucle du Mouhoun. Los grupos étnicos principales son los Marka y los Bwa. Tiene unos 37,793 habitantes (2006). Es la 9.ª ciudad más grande en Burkina Faso.

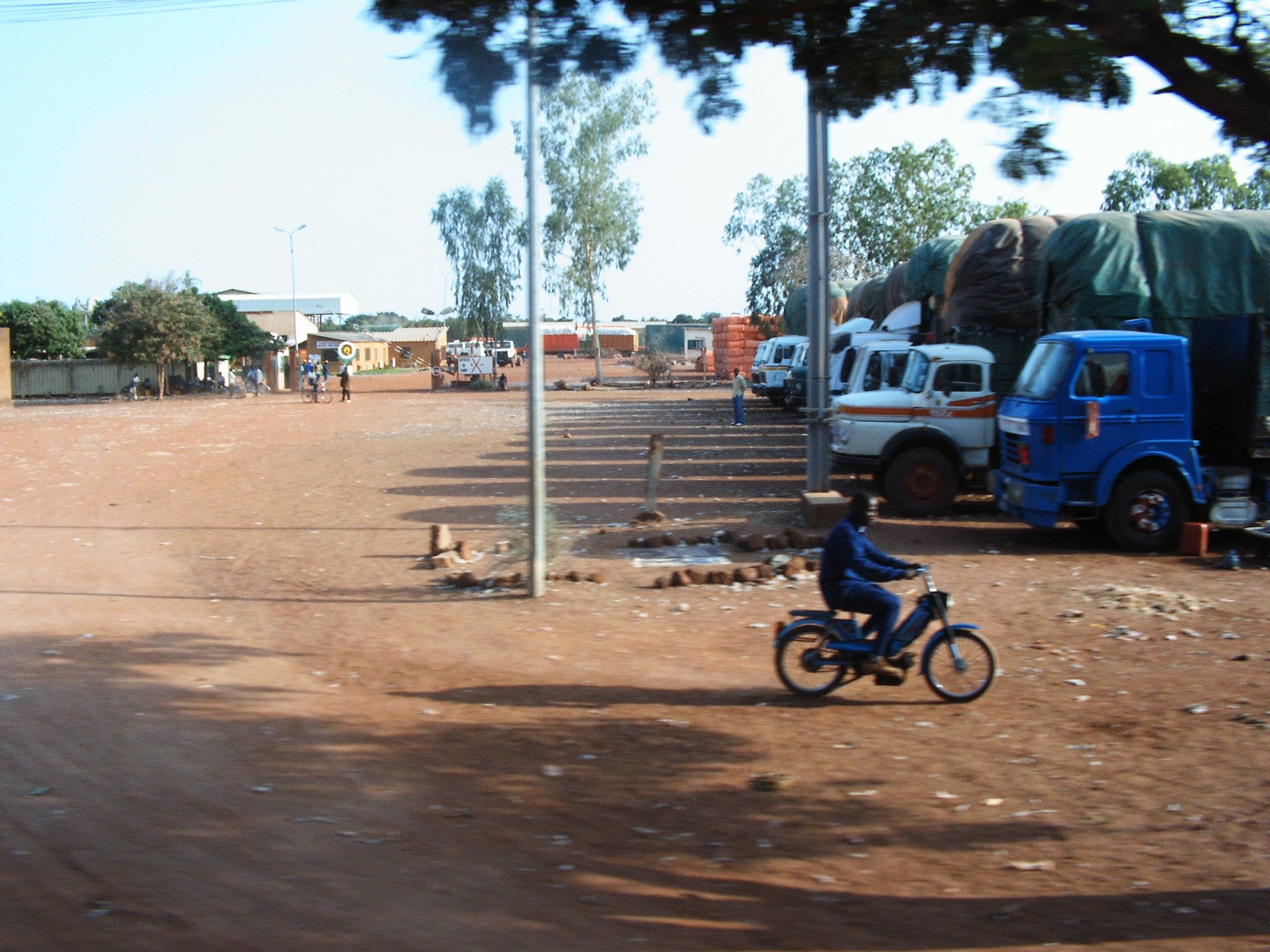
Camiones con el algodón en Dédougou